# Грищенко Арнольд Панасович
Гри́щенко Арнольд Панасович (23 вересня 1936, с. Мутичів Ріпкинського району Чернігівської області — 17 грудня 2006, Київ) — мовознавець. Доктор філологічних наук (1980), професор (1987), академік АПНУ (1999). Заслужений діяч науки і техніки України (1995). Закінчив Ніжинський педагогічний інститут (1958).

## Біографія

Конгрес МАУ 2005 у Донецьку. Співголови секції В. Німчук та
Л. Онишкевич (у центрі) слухають доповідь А.Грищенка (фото з 2005 р.)

Вчителював на Чернігівщині.
1960 року вступив до аспірантури Інститут мовознавства АН УРСР (кер. канд. дис. М. Жовтобрюх).
У 1963–1981 роках працював м. н. с. (молодшим науковим співробітником), а згодом — ст. н. с. цього Інституту;
У 1981–2006 рр. — завідувач кафедри української мови Національного педагогічного університету. Наукові дослідження Грищенка із синтаксису та морфології сучасної української мови, історії української мови відзначаються докладним аналізом явища в синхронії та діахронії, типологічними та порівняльно-історичними зіставленнями з тотожними явищами в інших мовах. Як член Національної правописної комісії при Кабінеті міністрів України, розробляв питання правопису слів іншомовного походження.

## Творча та наукова діяльність
На основі архівних документів дослідив життєвий та науковий шлях визначного українського мовознавця — Олекси Синявського: «Люди і долі (Штрихи до портрета Олекси Синявського)» // «Рідний край: науковий, публіцистичний, художньо-літературний альманах», 2005, № 1.
Створив наукову школу з історії та сучасного функціонування граматичної системи української мови.
Виховав плеяду вчених-мовознавців – трьох докторів і двадцятьох шістьох кандидатів філологічних наук.
Співавтор низки академічних видань, зокрема: 
- «Сучасна українська літературна мова. Синтаксис» (1972);
- «Словотвір сучасної української літературної мови» (1975);
- «Морфологічна будова сучасної української літературної мови» (1975);
- «Історія української мови: У 4 т.» (1978—83, відп. ред. 4-го тому («Синтаксис»); премія ім. І. Франка АН УРСР, 1985; усі — Київ).

Автор та співавтор низки підручників для ВНЗ, зокрема «Сучасна українська літературна мова» (К., 1993), що витримав кілька видань і є основним навчальним посібником для багатьох ВНЗ України.

### Праці
- Складносурядне речення в сучасній українській літературній мові. 1969;
- Прикметник в українській мові. 1978;
- Граматика української мови. 1982 (співавт.);
- Украинская грамматика. 1986 (співавт.); усі — Київ.